# Christopher Lutz
Pour les articles homonymes, voir Lutz.
Christopher Lutz (né le 24 février 1971 à Neukirchen-Vluyn) est un grand maître allemand du jeu d'échecs. Il a remporté le titre de champion d'Allemagne en 1995 et en 2001. Il a fait partie de l'équipe allemande à l'Olympiade d'échecs de 2000 à Istanbul qui a remporté la médaille de bronze.
En 2006, Lutz travaille comme consultant pour le projet Hydra, qui a développé l'ordinateur d'échecs le plus fort du monde. Il s'est concentré sur la bibliothèque d'ouverture du logiciel ainsi que sur les positions de test.
Au 1er mai 2010, le classement Elo de la Fédération internationale des échecs le classe 12e joueur d'Allemagne avec 2574.

## Publication
- Endgame Secrets: How to plan in the endgame in chess, Christopher Lutz, 1999, Batsford.   (ISBN 978-0-7134-8165-5).